# Vite in fuga
Vite in fuga è una serie televisiva italiana del 2020, prodotta da Rai Fiction in collaborazione con PayperMoon Italia.

## Trama
Una coppia con due figli con una vita avvolta nella tranquillità giornaliera, nessun problema economico, nessun problema con i figli, con una vita coniugale stabile, anzi proprio l'amore e la reciproca fiducia sono le basi attorno alle quali costruire la famiglia e l'intera esistenza dei Caruana. Un drammatico e tragico incidente li travolgerà tutti mettendo in serio pericolo la famiglia costringendo a cambiare le loro vite in "vite in fuga" . Claudio finisce, insieme a molti suoi colleghi, sotto indagine per il fallimento del Banco San Mauro dove lavora come dirigente. Un suo collega, Riccardo Elmi, viene ucciso e molti indizi indicano che l'assassino possa essere proprio Claudio. Quando viene minacciato a sua volta da personaggi misteriosi, insieme alla famiglia, non potendo avere la protezione della polizia per via della colpevolezza che le Forze dell'Ordine gli attribuiscono per l'omicidio, chiede l'aiuto di un ex agente dei servizi segreti per far perdere le proprie tracce, cambiando aspetto, nome, identità e lavoro. Solo così potrà capire chi ha ucciso davvero Riccardo Elmi e dimostrare la propria innocenza. La sua famiglia non ha altra scelta che seguirlo e si trasferiscono a Ortisei, dove nessuno può riconoscerli, con nuove identità. Dovranno confrontarsi con la paura d’essere scoperti, le crisi dei figli e il ricatto degli estranei, con il rischio che tutto diventi una questione di vita o di morte. A Roma, Agnese Serravalle, una poliziotta con una vita disastrosa, è l'unica convinta che Claudio sia stato incastrato e sia stato costretto a inscenare la morte per salvarsi. Silvia e Claudio dietro il matrimonio riscoprono l'amore, dietro la famiglia riscoprono intimità e responsabilità. Silvia ritrova la fiducia, Ilaria e Alessio scoprono per la prima volta chi sono e cosa vogliono dal futuro. La famiglia sembra unita, ma un'ultima verità rischia di distruggerla definitivamente.

## Episodi
| Stagione       | Episodi | Prima TV |
| -------------- | ------- | -------- |
| Stagione unica | 12      | 2020     |

## Personaggi e interpreti

### Personaggi principali
- Giorgio Marasco / Claudio Caruana, interpretato da Claudio Gioè. È il dirigente del Banco San Mauro, padre di Alessio e Ilaria, marito di Silvia. Si ritrova ad essere accusato dell'omicidio del suo amico Riccardo Elmi e del fallimento stesso della banca. Avrà un'unica scelta, scappare e fuggire con nuove identità per sé e la sua famiglia.
- Anna Fabbri / Silvia Stellati, interpretata da Anna Valle. È la moglie di Claudio, si trova invischiata nelle vicende del marito decidendo di seguirlo per la fiducia che prova nei suoi confronti. Scopre il tradimento del marito decidendo di tradirlo a sua volta.
- Cosimo Casiraghi, interpretato da Giorgio Colangeli. È l'ex agente dei Servizi Segreti, si reinventa assistendo persone che hanno bisogno di cambiare identità e scomparire.
- Elio Ferrari, interpretato da Francesco Arca. È l'amante di Silvia a Ortisei.
- Tobia De Angelis nel ruolo di Lorenzo Marasco/Alessio Caruana: figlio di Claudio e Silvia, abbandona amici e il fidanzato Mario per seguire il padre.
- Matilde Marasco / Ilaria Caruana, interpretata da Tecla Insolia. È la figlia di Claudio e Silvia, campionessa di canottaggio, segue il padre nella fuga.
- Agnese Serravalle, interpretata da Barbora Bobuľová. È l'ispettrice di polizia con un istinto eccezionale ma dalla vita privata disastrosa.

### Personaggi secondari
- Riccardo Elmi, interpretato da Marco Cocci. È un amico e collega di Claudio che viene ucciso dopo essere stato minacciato per via della sua volontà di parlare sullo scandalo finanziario che coinvolge la Banca.
- Miriam, interpretata da Federica De Cola. È la nuora di Cosimo Casiraghi.
- Luigi Calasso, interpretato da Francesco Colella. È il capo di Agnese Serravalle che ha iniziato l'indagine sulla morte di Elmi.
- Agente Polito, interpretato da Pierpaolo Spollon. È un agente che collabora con la Serravalle sul caso Caruana.
- Giulio Caruana, interpretato da Ugo Pagliai. È il padre di Claudio.
- Emanuela, interpretata da Ilaria Nestovito. È la segretaria di Claudio Caruana presso il Banco San Mauro.
- Commissario, interpretato da Alessandro Tedeschi. È il commissario di Ortisei.
- Gloria Santini, interpretata da Vera Dragone. È l'amante di Claudio Caruana.
- Gabriele Tomasi, interpretato da Romano Reggiani. È il compagno di classe con il quale si frequenta Ilaria Caruana.
- Robert Mayer, interpretato da Stefano Abbati. È il nuovo vicino di casa della famiglia Caruana.
- Amalia Mayer, interpretata da Maria Toesca. È la moglie di Robert e madre di Udo.
- Udo Mayer, interpretato da Flavio Furno. È il figlio di Robert e Amalia, ed è un ingegnere e insegnante che ha subito un grave tracollo psichico tenuto a bada dai farmaci.
- Giulia Manzelli, interpretata da Caterina Signorini. È la fidanzata di copertura di Alessio Caruana.
- Cristian Wilcock,interpretato da Giancarlo Previati. È l'amministratore delegato del Banco San Mauro.
- Mattia Basile, interpretato da Giovannino Esposito. È il figlio di Agnese Serravalle.
- Teresa, interpretata da Francesca Turrini.
- Mario Langella, interpretato da Giancarlo Commare. È il fidanzato di Alessio.
- Danilo Basile, interpretato da Alberto Basaluzzo.
- Tommaso, interpretato da Lorenzo Guadalupi.
- Costanza, interpretata da Daniela Cenciotti.
- Proprietario del pub , interpretato da Lukas Spisser. È il proprietario del pub di Ortisei.
- Margherita, interpretata da Penelope Frego. È il collega di Silvia nel pub di Ortisei.
- Giudice, interpretata da Giulia Innocenti.
- Marc, interpretato da Giorgio Thüringer.

## Produzione
È creata da Filippo Gravino e Guido Iuculano, diretta da Luca Ribuoli, prodotta da Rai Fiction in collaborazione con PayperMoon Italia ed ha come protagonisti Claudio Gioè e Anna Valle.
La serie è stata girata quasi interamente in Alto Adige tra Bolzano e Merano, in Val d'Ultimo e in Val Gardena, in particolare a Ortisei.
Alcune scene, nello specifico nel primo e nell'ultimo episodio, sono state girate a Civitavecchia (sul lungomare e nel parchetto sito davanti al polo distaccato civitavecchiese dell'Università degli studi della Tuscia)

## Distribuzione
La messa in onda era inizialmente prevista per febbraio 2020, tuttavia è poi slittata a novembre dello stesso anno. Effettivamente, la distribuzione originaria della serie è stata in prima serata su Rai 1 dal 22 novembre al 7 dicembre 2020.
Gli episodi numero 1 e numero 2, tuttavia, erano già stati distribuiti in modalità on demand dalla piattaforma RaiPlay in data 20 novembre 2020.
La trasmissione originaria è durata per sei prime serate durante le quali sono stati diffusi i dodici episodi totali che compongono la serie. Successivamente, la serie è stata trasmessa anche dal canale tematico Rai Premium ed è stata distribuita in DVD in un'unica edizione di tre dischi che contengono la serie completa.

## Colonna sonora
La sigla della fiction, un brano dal titolo Lives on the Run, è stata scritta e interpretata dalla cantautrice australiana Nadéah.